# Lodowiec Langego
Lodowiec Langego (ang. Lange Glacier) – lodowiec na Wyspie Króla Jerzego. Odchodzi o Kopuły Arctowskiego i opada w kierunku wschodnim ku wybrzeżom Zatoki Admiralicji. Został nazwany na cześć Alexandra Langego – pioniera polowań na wieloryby przy zastosowaniu parowców na Szetlandach Południowych.